# Средище (област Търговище)
 Тази статия е за историческото село.  За съществуващото село със същото име вижте Средище.  
Средище е историческо село в Североизточна България, намирало се в община Омуртаг, област Търговище. Разположено е на 43°03′ с. ш. 26°18′ и. д. / 43.05° с. ш. 26.3° и. д.. До 1951 се нарича Княжево, а през 2001 е присъединено към село Илийно.